# إريك باربييه
اريك باربييه (بالفرنسية: Éric Barbier) (و. 1960  م) هو مخرج أفلام، وكاتب سيناريو فرنسي، ولد في آكس أون بروفانس.

## التعليم
تعلم في المعهد العالي للدراسات السينمائية
.

## وصلات خارجية
- إريك باربييه على موقع IMDb (الإنجليزية)
- إريك باربييه على موقع ألو سيني (الفرنسية)
- إريك باربييه على موقع أول موفي (الإنجليزية)
- إريك باربييه على موقع قاعدة بيانات الأفلام السويدية (السويدية)
- إريك باربييه على موقع قاعدة بيانات الفيلم (الإنجليزية)
- إريك باربييه على موقع كينوبويسك (الروسية)